# Malavan Bandar Anzali FC
El Malavan Bandar Anzali Football Club (en persa باشگاه فوتبال ملوان بندر انزلى) és un club de futbol iranià de la ciutat de Bandar-e Anzali. És patrocinat per la marina iraniana.
És una secció del clubs poliesportiu Malavan Sport and Cultural Club.

## Història
Bahman Salehnia creà el club el 1969 juntament amb un grup de joves atletes a la ciutat portuària d'Anzali. Algun temps més tard la marina iraniana es convertí en patrocinador i propietari del club. Salehnia, a més de fundador, fou entrenador del club de 1973 a 1998. A més de Salehnia, el club només ha tingut com a entrenadors Mohammad Ahmadzadeh i Nosrat Irandoost.

## Palmarès
- Copa Hazfi:[1]
  - 1976, 1986, 1990

## Entrenadors
| Nom                 | Període   |
| ------------------- | --------- |
| Bahman Salehnia     | 1968-1997 |
| Nosrat Irandoost    | 1997-2000 |
| Mohammad Ahmadzadeh | 2000-2002 |
| Bahman Salehnia     | 2002-2004 |
| Nosrat Irandoost    | 2004-2006 |
| Mohammad Ahmadzadeh | 2006-     |

## Futbolistes destacats
- Sirous Ghayeghran
- Mohammad Ahmadzadeh
- Aziz Espandar
- Mohammad Ghadirbahri
- Ghafour Jahani
- Mohsen Giahi
- Mohammad Habibi
- Ali Niakani
- Aref Mohammadvand
- Pejman Nouri
- Ahmad Jamshidian
- Maziar Zare
- Jalal Hosseini
- Reza Niknazar